# Elysius terraoides
Elysius terraoides là một loài bướm đêm thuộc phân họ Arctiinae, họ Erebidae.